# Jan Badewien

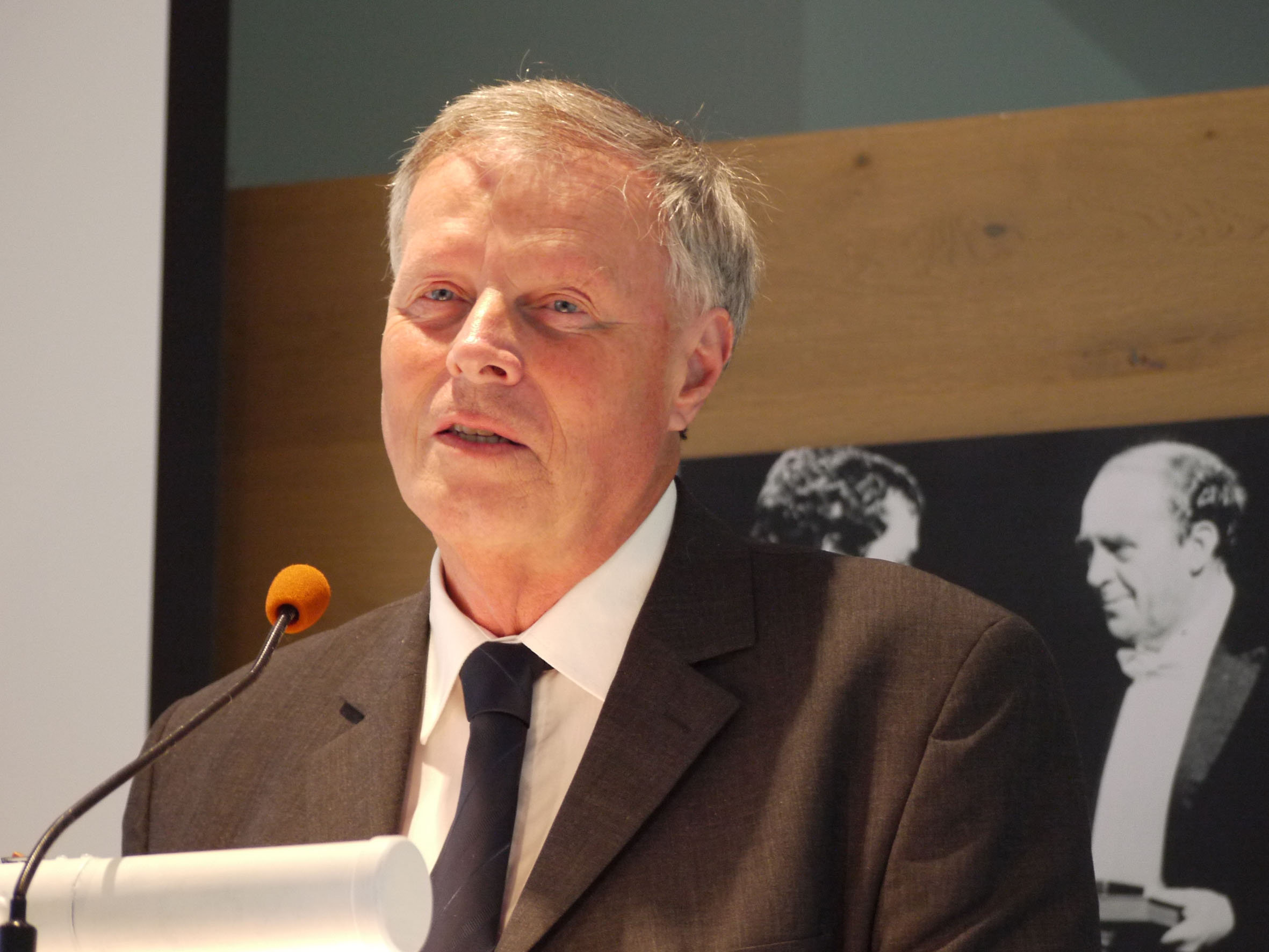
Jan Badewien während einer Tagung in Bad Herrenalb 2012

Jan Badewien (* 16. August 1947 in Pewsum; † 11. Februar 2021 in Überlingen) war ein deutscher evangelischer Pfarrer und theologischer Autor.

## Werdegang
Badewien studierte ab 1966 in Heidelberg und Zürich Evangelische Theologie und Germanistik. 1978 promovierte er mit einer kirchengeschichtlichen Arbeit (Geschichtstheologie und Sozialkritik im Werk Salvians von Marseille, Göttingen 1980) zum Dr. theol. 1979 wurde er Studienleiter des Theologischen Studienhauses in Heidelberg, ab 1980 Pfarrer in Überlingen. Er war von 1995 bis 2012 einer der Akademiedirektoren der Evangelischen Akademie Baden und Beauftragter der Evangelischen Landeskirche in Baden für weltanschauliche Fragen. Von 2002 bis 2006 war er Mitglied des Kuratoriums der Evangelischen Zentralstelle für Weltanschauungsfragen, von 2009 bis 2012 Vorsitzender der Konferenz landeskirchlicher Beauftragter für Weltanschauungsfragen.

## Schriften (Auswahl)
- als Herausgeber mit Hansgeorg Schmidt-Bergmann: Ansichten eines Außenseiters. Heinrich Böll: Gefeiert, bekämpft, vergessen? Evangelische Akademie Baden, Karlsruhe 2014.
- als Herausgeber mit Hansgeorg Schmidt-Bergmann: Johann Peter Hebel als Brückenbauer. Evangelische Akademie Baden, Karlsruhe 2011.
- Die Anthroposophie Rudolf Steiners. Evangelischer Presseverband für Bayern, München 1994.
- Reinkarnation – Treppe zum Göttlichen? Bahn, Konstanz 1994.
- Waldorfpädagogik – eine christliche Erziehung? Christliche Verlagsanstalt, Konstanz 1987.
- Anthroposophie. Bahn, Konstanz 1985.
- Geschichtstheologie und Sozialkritik im Werk Salvians von Marseille. Vandenhoeck und Ruprecht, Göttingen 1978.